# Буштино (станція)
Буштина — проміжна залізнична станція 5 класу Ужгородської дирекції Львівської залізниці, розташована у селищі міського типу Буштино Тячівського району Закарпатської області.
Розташована на лінії Батьово — Солотвино І, між станціями Хуст (19 км) та Тячів (8 км).

## Історія
Станцію було відкрито 16 червня 1872 року у складі першої закарпатської залізниці Сату-Маре — Королево — Буштино. 19 листопада 1872 року лінію подовжено до Сигіту.
На станції здійснюють зупинку приміські потяги та потяги далекого сполучення.